# Галина Захарова
Галина Захарова е български съдия, председател на Върховния касационен съд (мандат 2022 – 2029 година). Първата жена, избрана за председател на ВКС.

## Биография
Галина Захарова е родена на 4 май 1964 в София, Народна република България. През 1988 г. завършва право в Юридическия факултет на Софийски университет "Св. Климент Охридски". От същата година до 1989 г. е стажант-съдия в Софийски градски съд, а в периода 1989 – 1991 г. е младши съдия в СГС. Между 1991 и 1992 г. е съдия в Пети районен съд (сега Софийски районен съд). През 1992 г. заема длъжността заместник-председател на СРС.
От 1993 до 1999 г. отново е съдия в Софийски градски съд. Между 1998 и 1999 г. е заместник-председател на СГС. Постъпва в Софийския апелативен съд през 1999 година. От 2004 до избирането ѝ за член от общото събрание на Върховния касационен съд и Върховния административен съд на Висшия съдебен съвет през 2007 г. е и заместник-председател на Апелативен съд - София. 
През 2011 г. Захарова подава оставка като член на ВСС, близо година и половина преди изтичането на петгодишния ѝ мандат, и се връща в Софийския апелативен съд. От 2013 г. е съдия във Върховния касационен съд. През 2017 г. е избрана за председател на Второ наказателно отделение в съда, а през 2018 г. Съдийската колегия на ВСС я назначава за заместник-председател на ВКС и за ръководител на Наказателната колегия.
През октомври 2021 г. пленумът на ВКС единодушно издига кандидатурата на Галина Захарова за председател на съда. През януари 2022 г. Висшият съдебен съвет я избира за председател на Върховния касационен съд за мандат 2022 – 2029 година, с която тя става първата жена, избрана за председател на ВКС. Стъпва в длъжност на 10 февруари 2022 година, заменяйки дотогавашния председател Лозан Панов.